# Харлоу, Шалом
Шалом Харлоу (англ. Shalom Harlow; род. 5 декабря 1973, Ошава, провинция Онтарио, Канада) — канадская супермодель и актриса.

## Биография
Родилась 5 декабря 1973 года в городе Ошаве в Канаде, в семье Дэвида Харлоу и Сэнди Герберт. Мать назвала её Шалом, что значит "мир" на иврите. Её отец работал социальным работником, агентом по недвижимости и финансовым инвестором, а мать работала с людьми с ограниченными возможностями. Родители Шалом позволили ей воспитываться в "хиппи-сообществе" недалеко от Торонто. Семья часто проводила время в своем семейном коттедже, построенном её прапрадедом. У Шалом есть два младших брата, Крис и Нейтан.
В юности Харлоу занималась балетом, который потом бросила, потому что, как она утверждала в 2008 году в статье New York Times: «Моя беспокойная сущность всегда выходит наружу». Вместо этого она заинтересовалась чечеткой.

## Карьера
Была замечена модельным агентом впервые на рок-концерте группы The Cure в Торонто. Начала работать моделью сразу по окончании средней школы. Работала на показах самых известных домов моды, включая Yves Saint Laurent, Gucci, Calvin Klein и Valentino и появлялась на обложках таких журналов, как Vogue, Harper's Bazaar, Marie Claire и ELLE. Вместе со своей близкой подругой, супермоделью Эмбер Валлеттой вела на американском телевидении программу MTV House of Style.Она появлялась на обложках таких журналов, как Vogue, Elle, Harper's Bazaar, Marie Claire, W, V, Cosmopolitan, и Allure. Шалом сотрудничала с такими известными брендами,как Prada, Chanel, Christian Dior, Dolce & Gabbana, John Galliano, Anna Sui, Moschino, Gianfranco Ferré, Fendi, Karl Lagerfeld, Versace, Calvin Klein, Givenchy, Balmain, Max Mara, Chloé, Blumarine, Isaac Mizrahi, Hermès, Valentino, Dries Van Noten, Yves Saint Laurent, Alberta Ferretti, Gucci, Jil Sander, Celine, Marc Jacobs, Salvatore Ferragamo, Alexander McQueen, Louis Vuitton, Zac Posen, Jean Paul Gaultier, Giles Deacon, Stella McCartney, Alexander Wang, Michael Kors, and Viktor & Rolf. Харлоу была лицом рекламных компаний Yves Saint Laurent, Dior, Alberta Ferretti, Chanel, Dolce & Gabbana, Max Mara, DKNY, Ralph Lauren, Anne Klein, Versace, Jil Sander, Ann Taylor, Chloé, Isaac Mizrahi, Blumarine, Max Azria, Giorgio Armani, Nautica, Valentino, Nars, Jil Sander, Lancôme, Perry Ellis, Saks Fifth Avenue,Banana Republic, The Gap inc., и L'Oréal.
В 2007 году, по данным журнала Forbes стала 13 из 15 самых высокооплачиваемых моделей в мире, с заработком в 2 миллиона долларов в год.

## Фильмография
- Вход и выход In & Out (1997), Соня
- Cherry (1999), Лэйла Суитт
- Вверх тормашками (2001), Джэйд
- Ванильное небо Vanilla Sky (2001), Колин
- Море Солтона (2002), Нэнси
- Happy Here and Now (2002), Мьюриэл
- Как отделаться от парня за 10 дней How to Lose a Guy in 10 Days (2003), Джуди Грин
- I Love Your Work (2003), Шарлотта
- Мелинда и Мелинда (2004), Джоан
- Решающая игра Game 6 (2005), Пейзли Портер
- The Last Romantic (2006), Кристи
- Alvin and the Chipmunks (2007), Служанка